# Oreste Pasquarelli
Oreste Pasquarelli (Giarole, 5 dicembre 1846 – Casale Monferrato, 18 novembre 1918) è stato un fotografo e inventore italiano.

## Biografia
Vittorio Oreste Pasquarelli nacque a Giarole il 5 dicembre 1846. La famiglia di Pasquarelli era al servizio dei marchesi Gozzani di Treville, proprietari terrieri nel comune di Giarole, il che gli permise di essere in contatto con l'arte e la cultura fin da ragazzo. Dopo aver frequentato studi umanistici a Casale Monferrato ed Alessandria, si iscrisse alla facoltà di Ingegneria a Torino dove incontrò Carlo Pedrotti, musicista, il quale gli trasmise l'interesse per la musica. Questo interesse crebbe in lui fino a fargli abbandonare gli studi.
La sua passione per la musica lo portò a diventare Direttore del coro del Teatro Regio di Torino e Professore di Canto Corale presso il Liceo Musicale torinese. Oltre alle frequentazioni musicali frequentava anche i circoli torinesi e gli ambienti alto borghesi casalesi, in particolare erano sovente ospiti a casa del Pasquarelli gli scultori Leonardo Bistolfi e Lorenzo Vergnano, i quali realizzarono alcune opere per la dimora giarolese del fotografo (tenuta "La Fornace").
Nel 1885 sposò a Casale Monferrato Augusta Massazza e nel 1886 nacque la figlia Maria.
Fu consigliere comunale e sindaco di Giarole nel 1892.
Si spense nel Novembre del 1918, colpito da peritonite.

## Attività fotografica

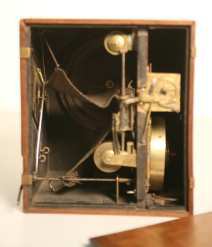
Interno del Cronofotografo realizzato da Oreste Pasquarelli e conservato presso il Museo nazionale del Cinema di Torino

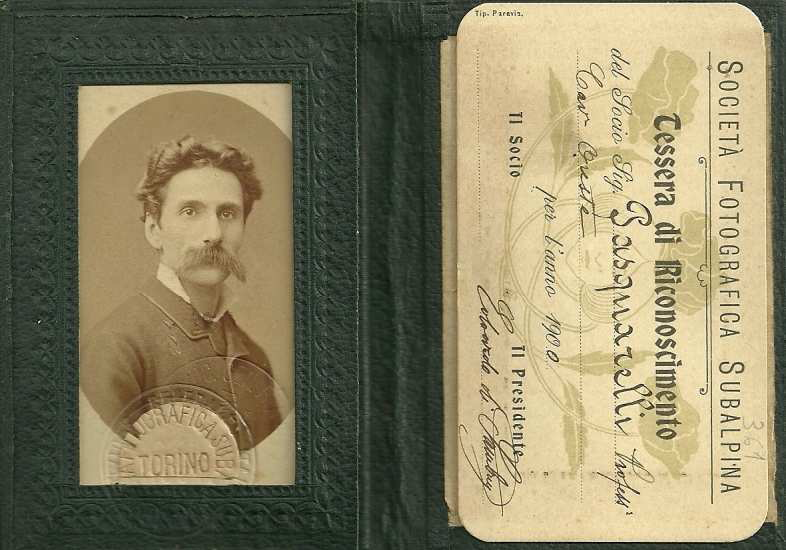
Tessera della Società Fotografica Subalpina di Oreste Pasquarelli

La sua passione per la meccanica lo portò ad un'applicazione per una nuova arte: la fotografia.
Incontrò i fratelli Auguste e Louis Lumière alla Sorbona di Parigi, dove si trovava per perfezionare gli studi, poco dopo la presentazione della prima pellicola cinematografica di loro invenzione; li seguì a Lione per perfezionare la propria tecnica fotografica; intrattenne rapporti amichevoli con loro e con il fotografo Francesco Negri di Casale Monferrato.
Rientrato in Italia dopo quest'incontro si dedicò decisamente alla nuova arte: costruì una macchina in grado di effettuare foto panoramiche, che chiamò fotoperigrafo, riprendendo una zona circolare di 360°. Nel 1899 fu realizzato un modello su scala industriale, di cui è presente un esemplare al Museo nazionale del Cinema di Torino.
Costruì poi un apparecchio, denominato "autofotografico istantaneo", in grado di catturare immagini di diverse dimensioni (9x12, 13x18) ed era in grado di imprimere tutte le dodici lastre contenute all'interno in un solo minuto.
Infine brevettò un cronofotografo che permetteva di catturare in immagini il movimento, stampate in positivo su carta fotografica o su pellicola trasparente; anche questa realizzazione è presente al Museo nazionale del Cinema di Torino.